# Commentariorum de Republica emendanda libri quinque

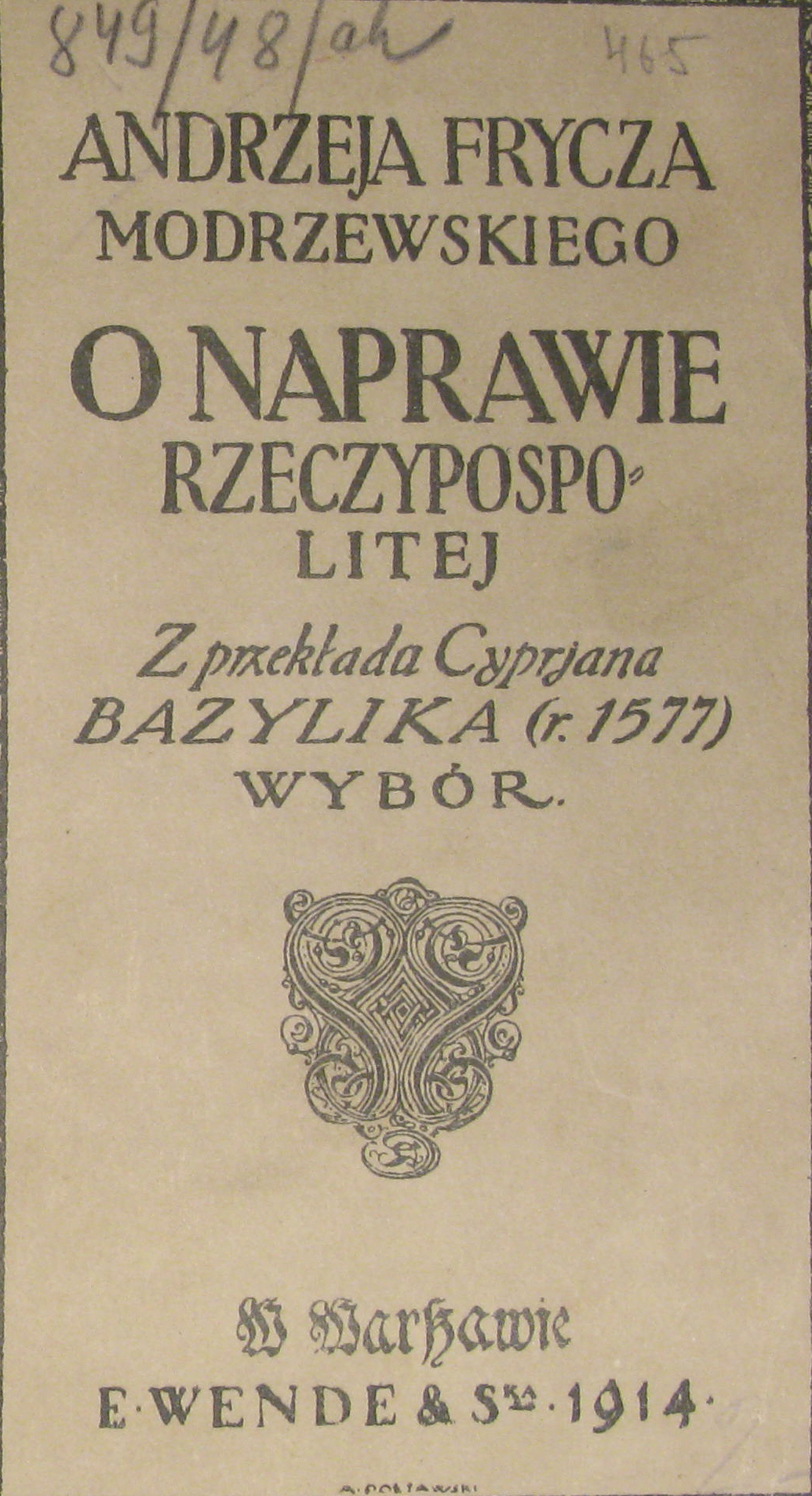
Strona tytułowa wydania polskiego w przekładzie Cypriana Bazylika (1914)

O naprawie Rzeczypospolitej, właśc. Commentariorum de Republica emendanda libri quinque (pol. Rozważań o poprawie Rzeczypospolitej ksiąg pięć) – traktat Andrzeja Frycza Modrzewskiego wydany w 1551 w Krakowie, w Drukarni Łazarzowej. Rozważania sytuują się w obrębie renesansowych pism emendacyjnych. Celem tego typu tekstów było przeanalizowanie aktualnej sytuacji, np. w państwie lub w Kościele, a następnie określenie sposobu jej poprawy; w 1557 papież Paweł IV wpisał traktat na Indeks ksiąg zakazanych.

## Opis dzieła
Wbrew tytułowi pierwsze wydanie traktatu, które ukazało się w Krakowie w Drukarni Łazarzowej, objęło jedynie trzy księgi, tj. De moribus (O obyczajach), De legibus (O prawie) i De bello (O wojnie), ponieważ wskutek działalności cenzury Kościoła katolickiego, której obowiązki pełniła Akademia Krakowska, księgi De ecclesia (O Kościele) i De schola (O szkole) zostały skonfiskowane, a następnie zniszczone z osobistego polecenia bp. Stanisława Hozjusza. Ocenzurowaniu uległ także fragment dotyczący krytyki zwierzchnictwa papieskiego nad Polską, cyt. Papieże...podstawiając wszystkim nogi do całowania, każą wypełniać swoje rozkazy i polecenia, jakby one pochodziły z tajemnych planów bożych...i zapomniawszy o tym, że są tylko ludźmi, pragną, by im przyznawano tytuły i cześć niemal boską.
Na ostatniej stronie, noszącej datę 25 czerwca 1551, Modrzewski zamieścił wyjaśnienie, że „dziwne losy przeszkodziły” w opublikowaniu wszystkich ksiąg.
Dzieło w całości zostało wydane dopiero trzy lata później (w 1554) w Bazylei w drukarni Johannesa Oporinusa. W 1559 ukazało się w tej samej oficynie wznowienie Rozważań o tytule De Republica emendanda libri quinque, recogniti at aucti. Zawierało dodane przez autora polemiki i uzupełnienia zatytułowane Defensio (Obrona), a także: Appendix librorum De emendanda Republica (Przydatek do ksiąg O poprawie Rzeczypospolitej), De Ecclesia liber secundus (O Kościele księga druga) i kilka listów.
Na język polski po raz pierwszy traktat przełożył Cyprian Bazylik. Pod tytułem O poprawie Rzeczypospolitej księgi czwore ukazał się w Łosku w 1577 roku (już po śmierci Modrzewskiego), z pominięciem księgi O Kościele. Był to jedyny polski przekład aż do 1953 roku.
Rozważania są zbiorem osobistych refleksji i rozważań na temat państwa: od zagadnień związanych z jego funkcjonowaniem, poprzez sprawy moralno-obyczajowe, a na sprawach kościelnych, prawnych i edukacyjnych kończąc. Autor wykorzystał m.in. osobiste doświadczenia i obserwacje poczynione podczas przebywania w kancelariach prymasa i biskupa. Według Frycza państwo powinno być oparte na sprawiedliwym prawie i wydawanych na jego podstawie sprawiedliwych sądach. Pozycja króla powinna zostać umocniona, ale on sam musi być jednocześnie podporządkowany prawu. Autor stworzył wizję idealnej Rzeczypospolitej, w której poziom moralny obywateli, a w szczególności władzy (senatorów, posłów, króla i Kościoła) warunkuje porządek prawny zarówno w czasie pokoju, jak i wojny. Nie była to uniwersalna utopia, tylko najlepszy według Modrzewskiego model konkretnego państwa. Rozważania oparte są przy tym na myśli wielu starożytnych i współczesnych mu filozofów (m.in. Arystotelesa, Platona, Cycerona, Erazma z Rotterdamu), a także na koncepcjach św. Augustyna oraz naukach płynących bezpośrednio z Biblii.
O naprawie Rzeczypospolitej należy do pism emendacyjnych, które wyrastają z tradycji retorycznej. W tekstach takich można wyróżnić fragmenty chwalące dobre obyczaje (dominuje wówczas mowa pochwalna – genus demonstrativum), ganiące wszelkie negatywne cechy życia społecznego i politycznego (nasila się wtedy mowa sądowa – genus iudicale), a w tych partiach tekstu, w których autor proponuje gotowe rozwiązania mające na celu poprawę sytuacji występuje mowa doradcza (genus deliberativum). Jako że Andrzej Frycz Modrzewski był wykształconym retorem, więc posługiwał się świadomie także trzema stylami wypowiedzi: od wysokiego i wzniosłego stylu do niskiego stylu gawędy. W swoim dziele nie unikał osobistych komentarzy o zabarwieniu satyrycznym i ironicznym.
Traktat czytany był w całej ówczesnej Europie; wydano następujące przekłady: na język niemiecki (Von Verbesserung des gemeinen Nütz, wydany w Bazylei w 1557 roku), francuski (na temat tego tłumaczenia nie zachowały się żadne informacje), hiszpański i rosyjski (dwukrotnie w XVII wieku).